# Јован Кешански
Јован Кешански (Надаљ, 22. децембар 1879 — Надаљ, 2. мај 1940) био је српски сликар, иконописац и ликовни педагог.

## Биографија
Јован Кешански је био син Кирила и мајке Љубице, рођене Мушицки из Ђурђева, чији су преци били у сродству са песником и владиком Лукијаном Мушицким. Основну школу Јован Кешански је завршио у Надаљу. Гимназију је похађао у Врбасу и Новом Саду. Завршио је Уметничку академију у Минхену. Једно време је био и на студијама у Паризу, а затим је путовао по Италији ради проучавања сликарства. Извесно време је живео у Новом Саду, а пред Први светски рат је радио у једном атељеу у Бечу. Мобилисан је 1915. у аустроугарску војску. После Првог светског рата био је подбележник у Надаљу, а затим професор у србобранској и чачанској гимназији.
Био члан Југословенске уметничке колоније и Српског уметничког удружења.

## Уметничко дело
Кешански је осликао иконостасе српских православних цркава у Ђурђеву и Надаљу. Сликао је бројне портрете, као и пејзаже из Војводине и Далмације. Иконостас у Ђурђеву је најобимније дело Кешанског и састоји се од 23 иконе. На иконостасу надаљске цркве Кешански је израдио 18 икона, затим иконе у Богородичином и владичанском трону, као и слике на своду цркве. Од свих ових икона најимпресивније делује Мајка Божија у Богородичином трону.
Више икона Кешански је израдио по приватној поруџбини. Израдио је и панораме Србобрана, Беочина и Цавтата, као и више пејзажа на мору. За новосадску гимназију израдио је портрет Саве Вуковића, а за Матицу српску Чиче Јовановића. Израдио је и портрете краљице Драге и Владана Јојкића.